# Grácia Kerényi

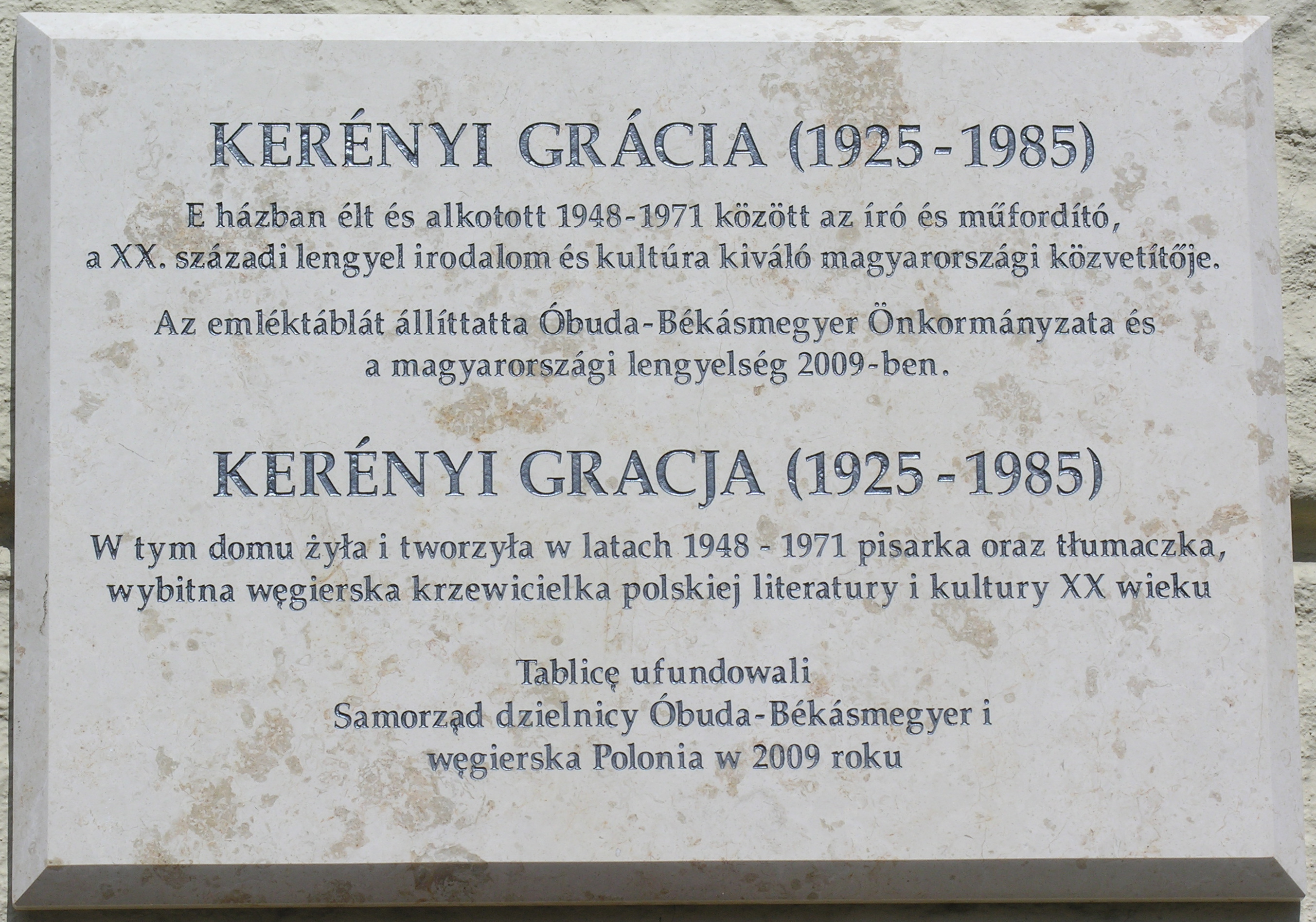
Tablica pamiątkowa w budapesztańskiej dzielnicy Óbuda

Grácia Kerényi  (ur. 9 kwietnia 1925 w Budapeszcie, zm. 7 kwietnia 1985 tamże) – węgierska poetka, tłumaczka, popularyzatorka i badaczka literatury polskiej.

## Życiorys
Była córką Károlyego Kerényiego.
W latach 1944–1945 przebywała w obozie koncentracyjnym za działalność w ruchu oporu; tam nauczyła się języka polskiego.
Absolwentka filozofii na jednej z budapesztańskich uczelni w 1949. W 1970 uzyskała stopień doktora na Uniwersytecie Warszawskim.
Tłumaczyła twórczość m.in. Brunona Schulza, Igora Newerlego, Jerzego Szaniawskiego, Stanisława Ignacego Witkiewicza i Sławomira Mrożka. Redagowała antologie literatury polskiej.
Uhonorowana odznaką „Zasłużony dla Kultury Polskiej” w 1970, nagrodą literacką ZAiKS-u dla tłumaczy w 1976 oraz Nagrodą Polskiego PEN Clubu za przekład z literatury obcej na język polski w 1980.

## Wybrane prace w języku polskim[1]
- Recepcja twórczości M. Konopnickiej na Węgrzech (1960)
- Polski dramat na Węgrzech 1945–65 w Studia z dziejów polsko-węgierskich stosunków literackich i kulturalnych (1969)
- Odtańcowywanie poezji, czyli Dzieje teatru Mirona Białoszewskiego (1973)

## Wybrane przekłady[1]
- Noce i dnie Marii Dąbrowskiej
- Dożywocie Aleksandra Fredry
- Pierwszy dzień wolności Leona Kruczkowskiego